# Fürstentum Capua

Das Fürstentum Capua war ein langobardisches Herrschaftsgebiet, das unter den Normannen weiter Bestand hatte.

## Lombardische Fürsten von Capua
Die Gastalden (oder Grafen) von Capua waren bis in die frühen 840er Jahre Vasallen der Herzöge von Benevent. Danach begann Gastald Landulf nach Unabhängigkeit zu streben, so wie das Fürstentum Salerno, das sich kurz zuvor für unabhängig erklärt hatte. Der daraus entstandene zehnjährige Bürgerkrieg in Benevent führte zur tatsächlichen Unabhängigkeit des Fürstentums.
- 840–843 Landulf I. der Alte
- 843–861 Lando I. Sohn
- 861–861 Lando II. Sohn
- 861–862 Pando Sohn von Landulf I.
- 862–863 Pandenulf Sohn
- 863–879 Landulf II. Sohn von Landulf I.
- 879–882 Pandenulf
- 882–885 Lando III. Sohn des Landenulf von Teano, Sohn von Landulf I.
- 885–887 Landenulf I. Bruder
- 887–910 Atenulf I. Sohn (Herzog von Benevent)
  - 901–910 Landulf III. Sohn (Herzog Landulf I. von Benevent)

910 wurden Benevent und Capua vereinigt und für unteilbar erklärt. Dies, sowie die unvermeidbare Mitregierung von Söhnen und Brüdern, führte zu Verwirrung bei den zeitgenössischen Geschichtsschreibern.
- 910–943 Landulf III.
  - 911–940 Atenulf II. Bruder (Herzog von Benevent)
  - 940–943 Landulf IV. der Rote Sohn von Landulf III. (Herzog Landulf II. von Benevent)
  - 933–943 Atenulf III. Carinola Bruder (Herzog von Benevent)
- 943–961 Landulf IV. der Rote
  - 943–961 Pandulf I. Eisenkopf Sohn (Herzog von Benevent)
  - 959–961 Landulf V. Bruder (Herzog Landulf III. von Benevent)
- 961–968 Landulf V.
- 961–981 Pandulf I. Eisenkopf, Mitregent seines Bruders (siehe oben), selbst Mitregent ab (siehe oben), auch Herzog von Spoleto (ab 967), Fürst von Salerno (ab 978) und Herzog von Benevent (ab 961)
  - 968–981 Landulf VI. Sohn (Herzog Landulf IV. von Benevent)

982 wurden die Fürstentümer endgültig durch Pandulf Eisenkopfs Aufteilung und eine kaiserliche Order getrennt; die Chronologie wird dadurch aber nicht deutlicher.
- 981–982 Landulf VI.
- 982–993 Landenulf II. Bruder
- 993–999 Laidulf Bruder
- 999 Adhemar
- 999–1007 Landulf VII. di Sant Agata Sohn von Landulf V.
- 1007–1022 Pandulf II. der Schwarze Sohn
  - 1009–1014 Pandulf III. Bruder von Landulf VII. (Herzog Pandulf II. von Benevent)
- 1016–1022 Pandulf IV. Sohn (genannt der Wolf der Abruzzen)
- 1022–1026 Pandulf V. (Graf von Teano)
- 1026–1038 Pandulf IV.
- 1038–1047 Guaimar IV. von Salerno
- 1047–1050 Pandulf IV.
- 1050–1057 Pandulf VI. Sohn
- 1057–1058 Pandulf VIII. Bruder

## Normannische Fürsten von Capua
Diese Fürsten stammten von Asclettin Drengot ab, dem ersten Grafen von Acerenza, und dienten als Gegengewicht zur Familie Tankred von Hautevilles. Die Chronologie hier leidet unter der Rivalität zwischen Robert II. von Capua und Roger II. von Sizilien und dessen Söhnen.
- 1058–1078 Richard I.
- 1078–1091 Jordan I. Sohn von Richard I.
- 1091–1106 Richard II. Sohn von Jordan I.
  - 1092–1098 Lando IV., hielt Capua in Opposition zu Richard II.
- 1106–1120 Robert I. Sohn von Jordan I.
- 1120–1120 Richard III. Sohn von Robert I.
- 1120–1127 Jordan II. Sohn von Jordan I.
- 1127–1156 Robert II. Sohn von Jordan II.
  - 1135–1144 Alfonso, Kandidat Rogers II. von Sizilien
  - 1144–1154 Wilhelm I. der Böse, Kandidat Rogers II., König von Sizilien 1154
- 1154–1166 Robert, Wilhelms Sohn
- 1166–1172 Heinrich, Wilhelms Sohn (als Apanage)
- 1176–…    Enrico, Bruder von Wilhelm II.[1]